# Famille Reille
 (août 2014).
Si vous disposez d'ouvrages ou d'articles de référence ou si vous connaissez des sites web de qualité traitant du thème abordé ici, merci de compléter l'article en donnant les références utiles à sa vérifiabilité et en les liant à la section « Notes et références ».
La famille Reille, et Reille-Soult de Dalmatie pour l'une de ses branches, est une famille française appartenant à la noblesse d'Empire.
Elle compte parmi ses membres Honoré Charles Reille, comte de l'Empire en 1808, baron-pair de France en 1819, maréchal de France en 1847, mais aussi un général et six députés du Tarn dont l'un sera également sous-secrétaire d'État.

## Histoire
Cette famille s'est illustrée dans la carrière des armes au XIXe siècle mais également dans la politique en comptant parmi ses membres six députés du Tarn entre le XIXe siècle et le XXe siècle.
Elle est issue de Joseph-Esprit Reille (1744-1808), lieutenant de justice royale et maire d'Antibes, père d'Honoré Charles Reille (1775-1860), 1er comte Reille et de l’Empire en 1808, maréchal de France en 1847. Celui-ci avait épousé en 1814 Victoire Thècle Masséna, fille d'André Masséna, maréchal d'Empire en 1804, 1er duc de Rivoli et prince d'Essling.

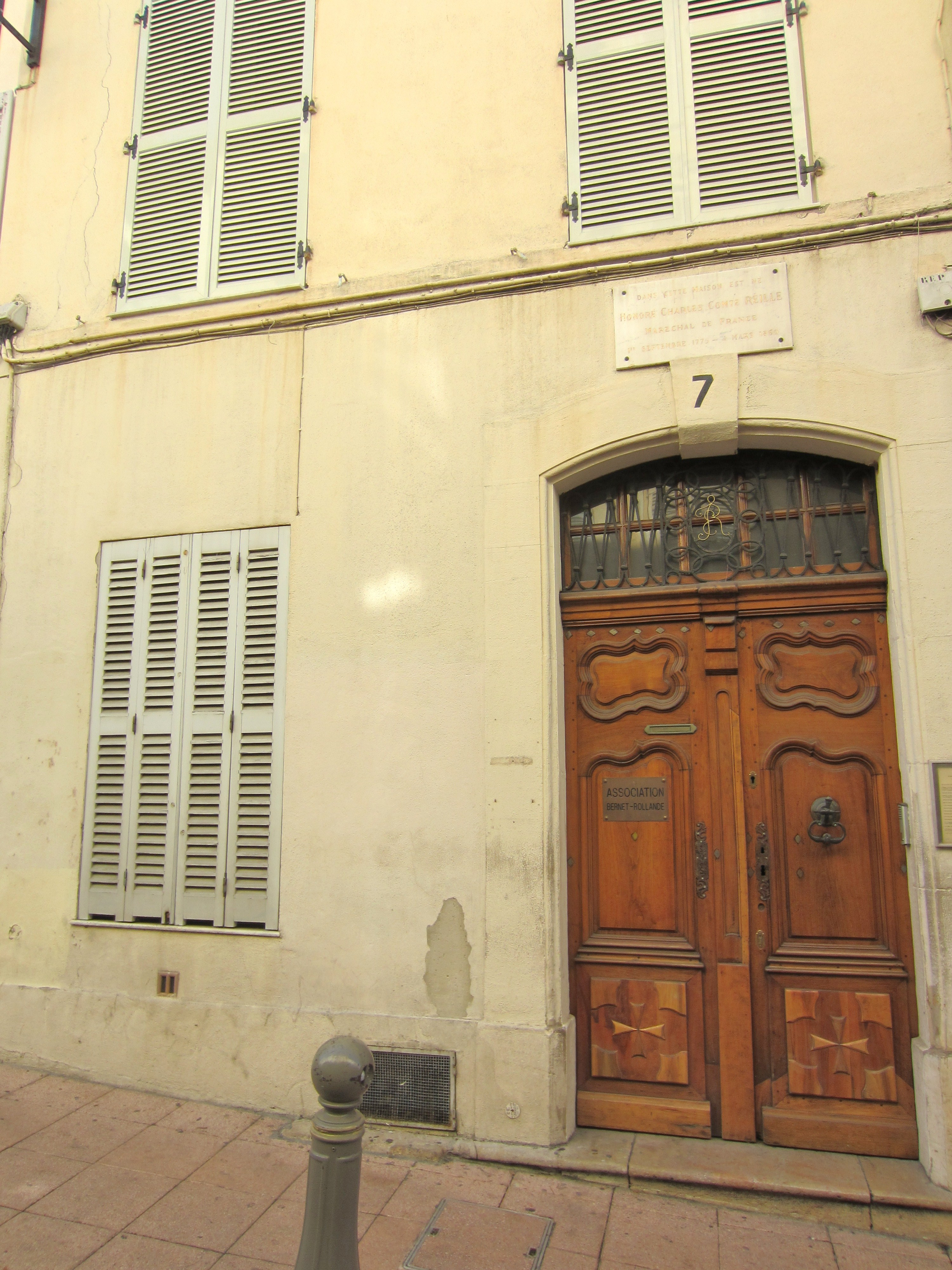
Maison natale d'Honoré Charles Reille à Antibes

Quelques décennies plus tard René Reille est député du Tarn de 1869 à 1898 et sous-secrétaire d'État de mai à novembre 1877. En 1860 il avait épousé Geneviève Soult de Dalmatie, fille du duc Napoléon-Hector Soult de Dalmatie, et petite-fille de Jean-de-Dieu Soult, maréchal d'Empire en 1804 et 1er duc de Dalmatie. André Charles Henri Marie Reille est député du Tarn de 1894 à 1898, ainsi que Xavier Reille de 1898 à 1910, Amédée Reille de 1899 à 1914, René Reille-Soult de Dalmatie de 1914 à 1917, et François Reille-Soult de Dalmatie de 1919 à 1958.
François Reille, fils d'André Charles Henri Marie Reille et de Delphine Vaïsse, et ses quatre frères, sont autorisés en 1910 à ajouter au patronyme Reille celui de Soult de Dalmatie, leur grand-mère étant la dernière de ce nom. Depuis, cette branche porte le titre mondain et non légal de duc de Dalmatie, (éteint en 1857 en ligne masculine dans la famille Soult).
La famille Reille est admise au sein de l'association d'entraide de la noblesse française en 1947.

## Filiation
- Honoré Charles Reille, 1er comte Reille et de l’Empire (1775-1860), aide de camp de Napoléon Ier, maréchal de France (1847), sénateur, pair de France
  - André-Charles-Victor Reille, 2e comte Reille et de l’Empire, (1815-1887), général et aide de camp de Napoléon III, président du conseil général des Alpes-Maritimes
  - Gustave-Charles-Prosper Reille (1818-1895), 3e comte Reille et de l’Empire, député d'Eure-et-Loir, vice-président du conseil général d'Eure-et-Loir
    - Charles Reille (1849-1894), 4e comte Reille et de l’Empire, officier d'artillerie, marié avec Simone de Dreux-Brézé
      - André Reille (1880-1931), 5e comte Reille et de l’Empire, marié avec Louise Le Gras du Luart 
        - Charles Reille (1906-?), 6e comte Reille et de l’Empire
        - Jean Reille (1908-1995), marié à Liliane Ubald-Bocquet
          - Jean-Louis Reille (1933-2015), artiste-peintre, marié à Dominique Schneider
            - Anne-André Reille (1965), scénariste et metteur en scène

    - Victor Reille (1851-1917), capitaine, industriel
      - Karl Reille (1886-1975), peintre, membre du Jockey Club de Paris
        - Antoine Reille (1942), ornithologue

  - René Reille (1835-1898), industriel, député du Tarn (1869-1898), sous-secrétaire d'État (1877), marié avec Geneviève Soult de Dalmatie
    - André Charles Henri Marie Reille (1861-1898), député du Tarn (1894-1898). Ses quatre fils sont autorisés par le Conseil d'État en 1910 à ajouter à leur patronyme Reille celui de Soult de Dalmatie[4], du fait de leur grand-mère, Geneviève Soult de Dalmatie, fille de Napoléon-Hector Soult de Dalmatie.
      - René Reille-Soult de Dalmatie (1888-1917), député du Tarn (1914-1917), officier mort pour la France
      - François Reille-Soult de Dalmatie (1891-1971), député du Tarn (1919-1958)

    - Xavier Reille (1871-1944), lieutenant-colonel, député du Tarn (1898-1910)
      - Ludovic Reille (1901-1989), colonel, président des Forges d'Alais, marié avec Antoinette Terray, résistante et présidente des Guides de France

    - Amédée Reille (1873-1944), député du Tarn (1899-1914)

## Galerie

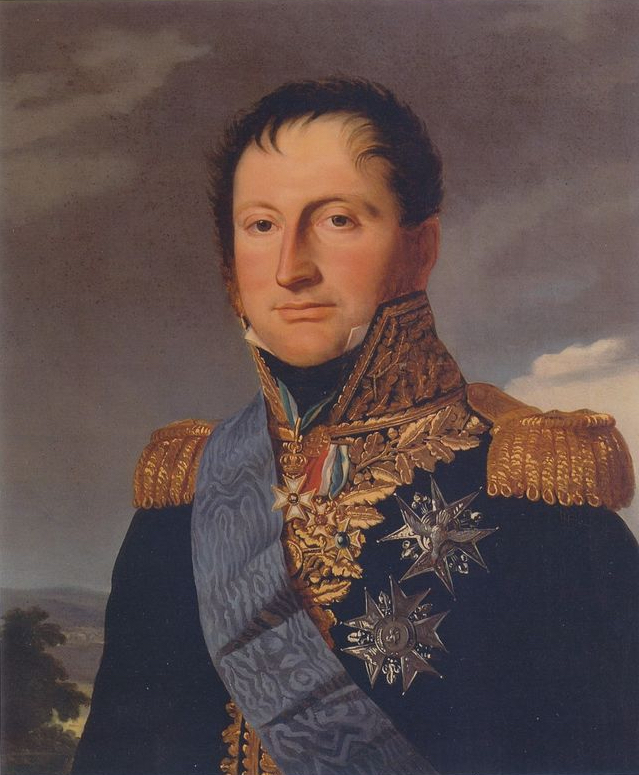
Honoré Charles Reille (1775-1860)
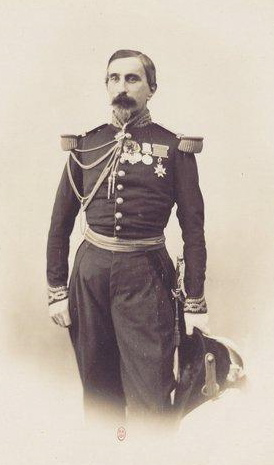
André-Charles-Victor Reille (1815-1887)
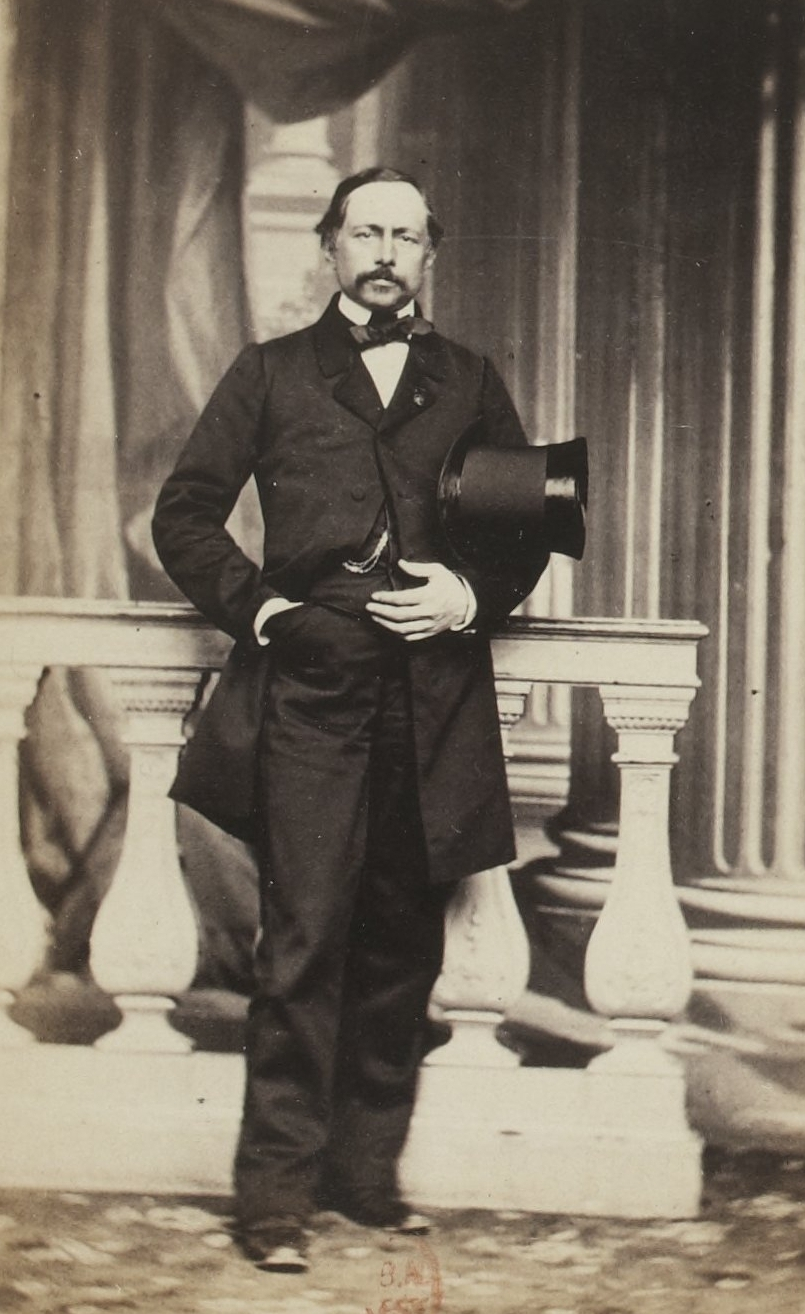
Gustave-Charles-Prosper Reille (1818-1895)
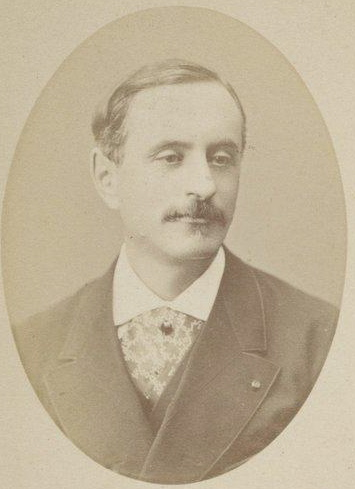
René Reille (1835-1898)
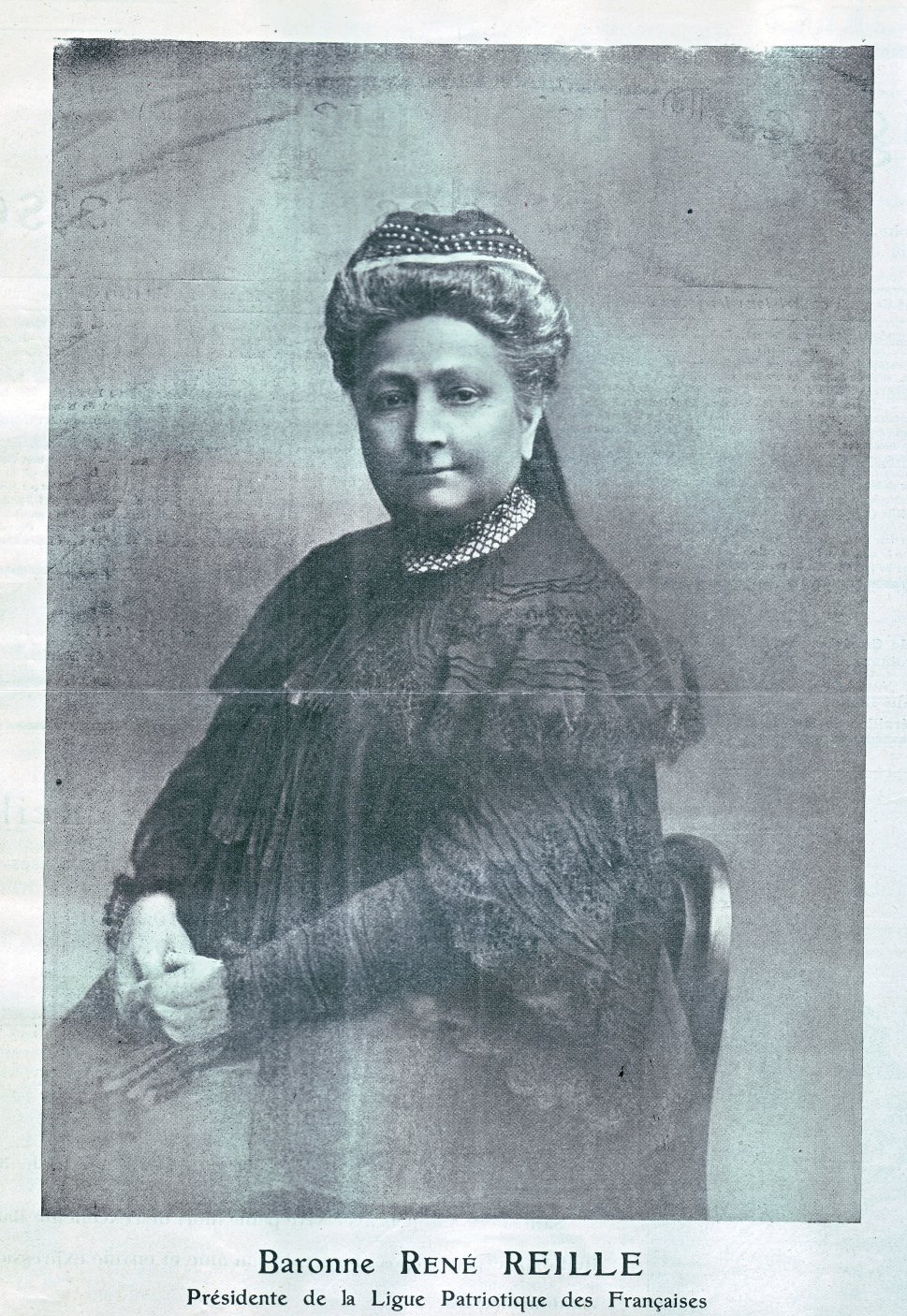
Geneviève Soult de Dalmatie (1844-1910), baronne René Reille
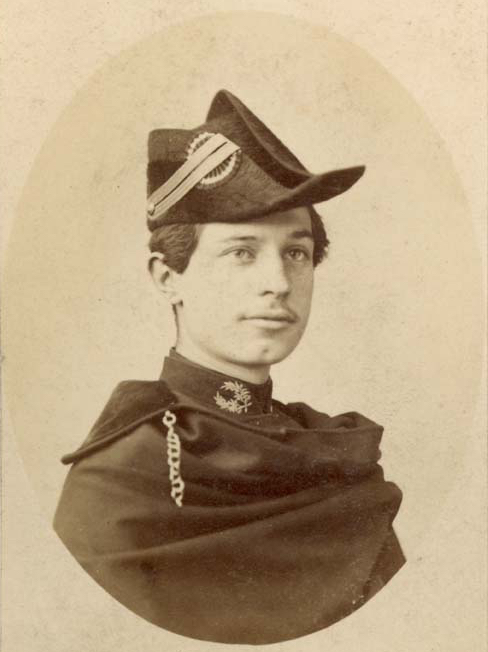
Victor Reille  (1851-1917)
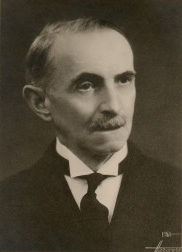
Xavier Reille (1871-1944)
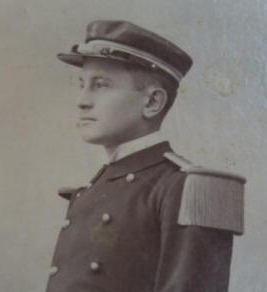
Amédée Reille (1873-1944)
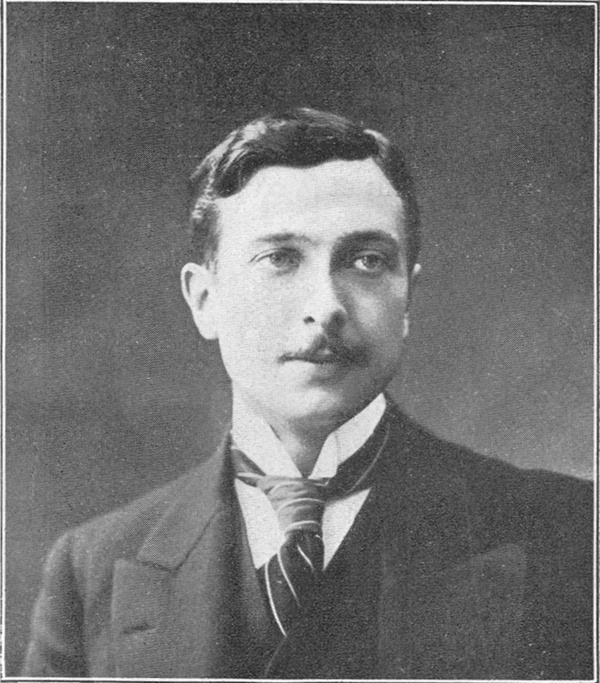
René Reille-Soult de Dalmatie (1888-1917)

## Alliances
Les principales alliances de la famille Reille sont : Vacquier (XVIIIe siècle), Masséna d'Essling et de Rivoli (1814 et 1848), Soult de Dalmatie (1860), de Bongars (1870), de Barbentane (1870), Vaïsse, de Dreux-Brézé (1879), Million de La Verteville, Le Gras du Luart (1905), de Vassinhac-Imécourt (1909), d'Arjuzon (1919), de Cholet, Law de Lauriston, de Labriffe, Goury du Roslan (1924), Jeanpierre de Clonard (1929), Ubald-Bocquet (1931), Lacroix de Vimeur de Rochambeau  (1952), Murat (1955), de Dampierre (1955), Ritter von Zahony, Reille (1957), Schneider, de Geoffre de Chabrignac, de Yturbe, de Lavenne de Choulot, de Nervo, Terray, Dupont de Dinechin, Hervé-Gruyer.

## Châteaux et demeures

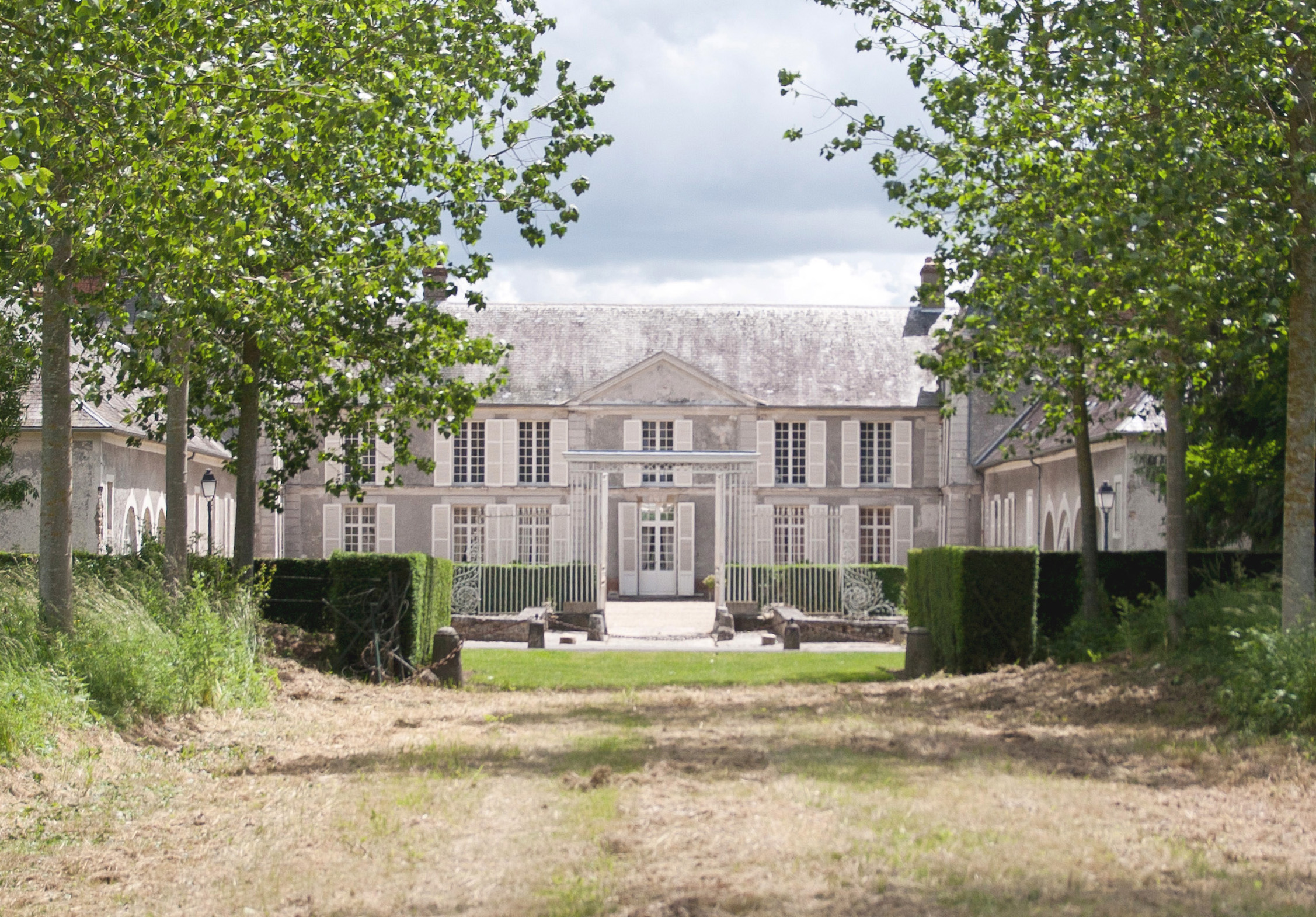
Château de Janvry
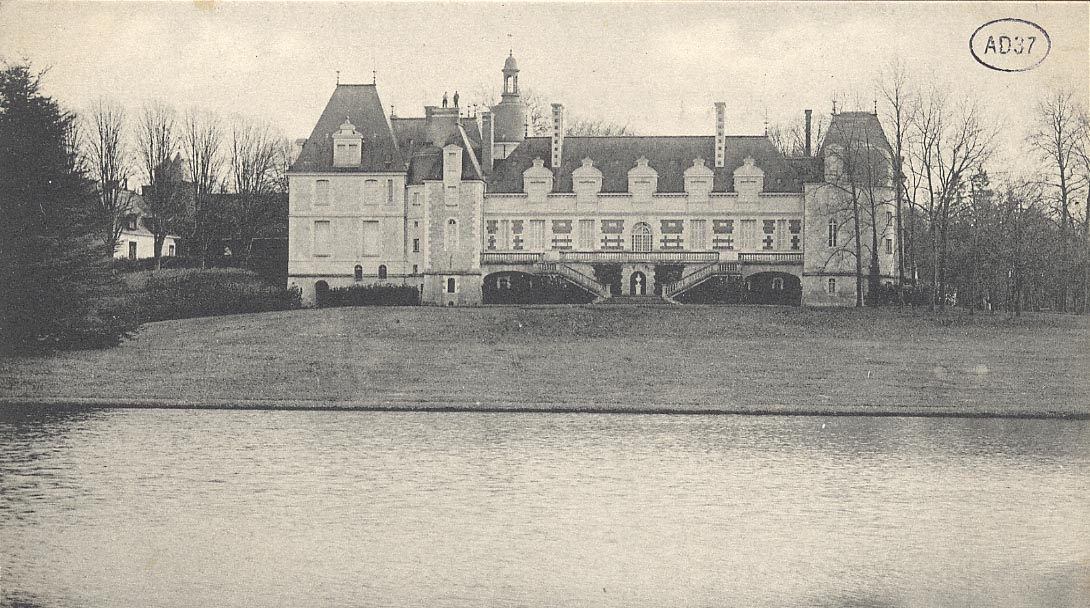
Château de Baudry
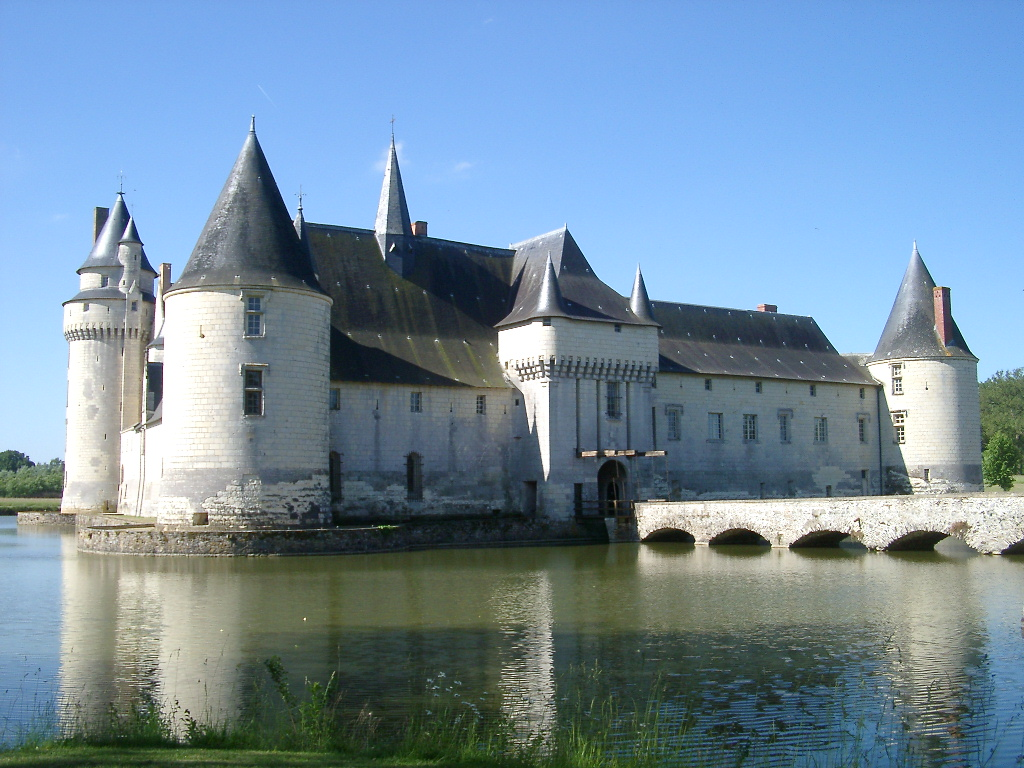
Château du Plessis-Bourré
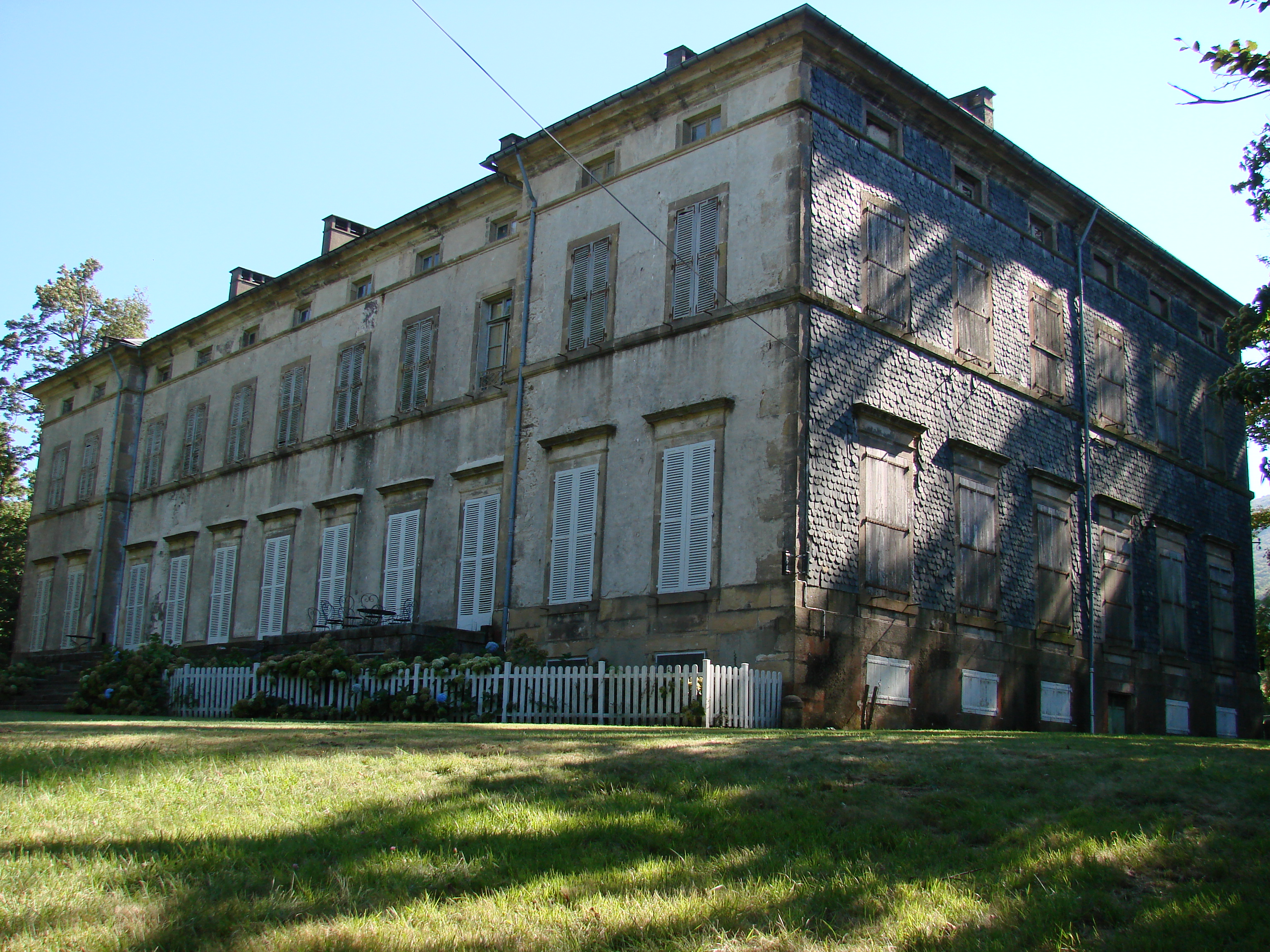
Château de Soult-Berg
- Château Salé

- Château de Janvry
- Château de Baudry (Cerelles)
- Château du Plessis-Bourré
- Château de Soult-Berg

## Postérité
- Avenue Reille et Impasse Reille à Paris (14e arrondissement)
- Cours René Reille, à Mazamet, Tarn